# 打更

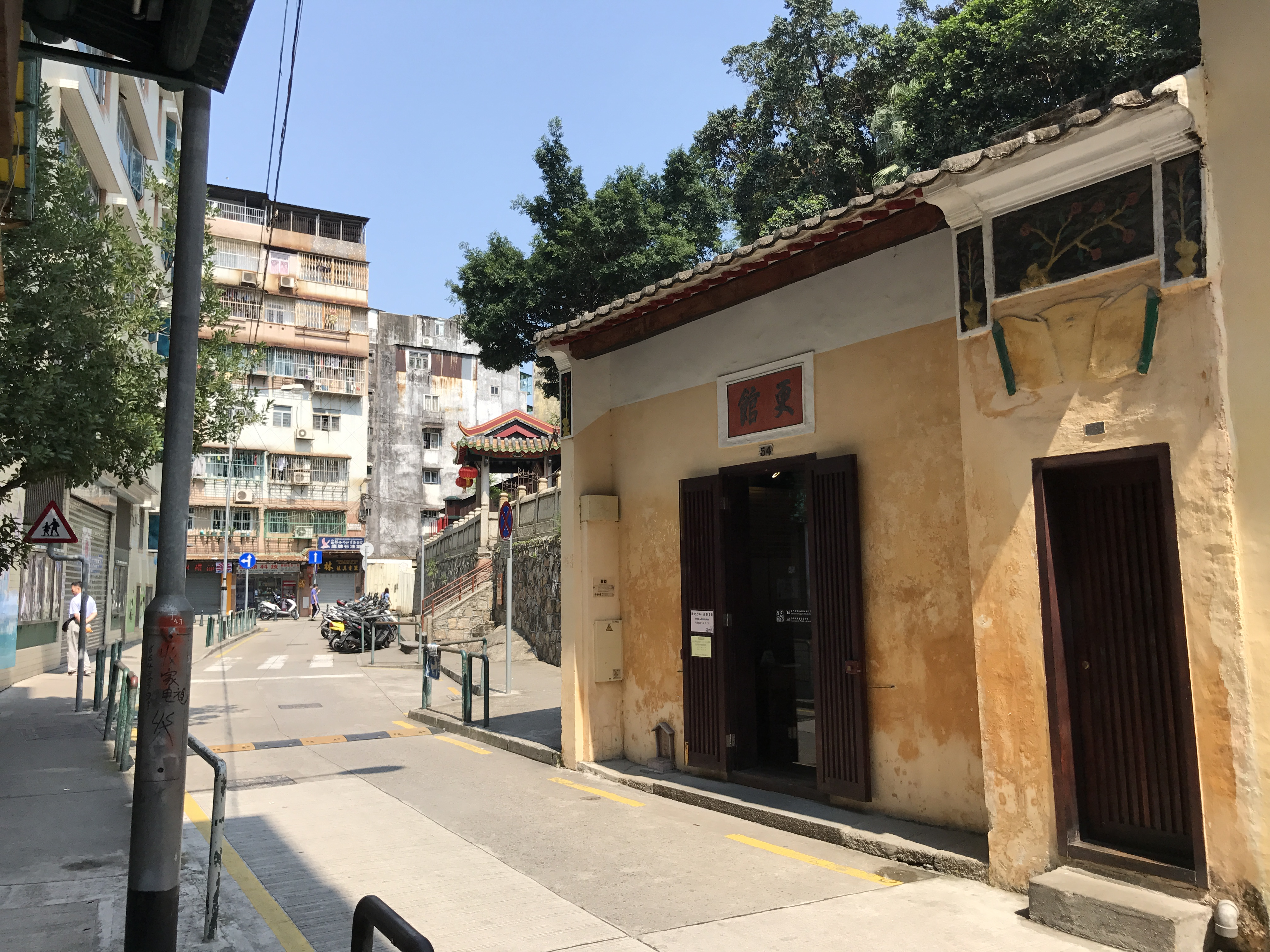
位於澳門的一間前身為更館的博物館——沙梨頭更館，更館是居民消息的集散地，居民遇到事情會到更館找更夫求助，然後由更夫負責發放消息和作出相應的協助。

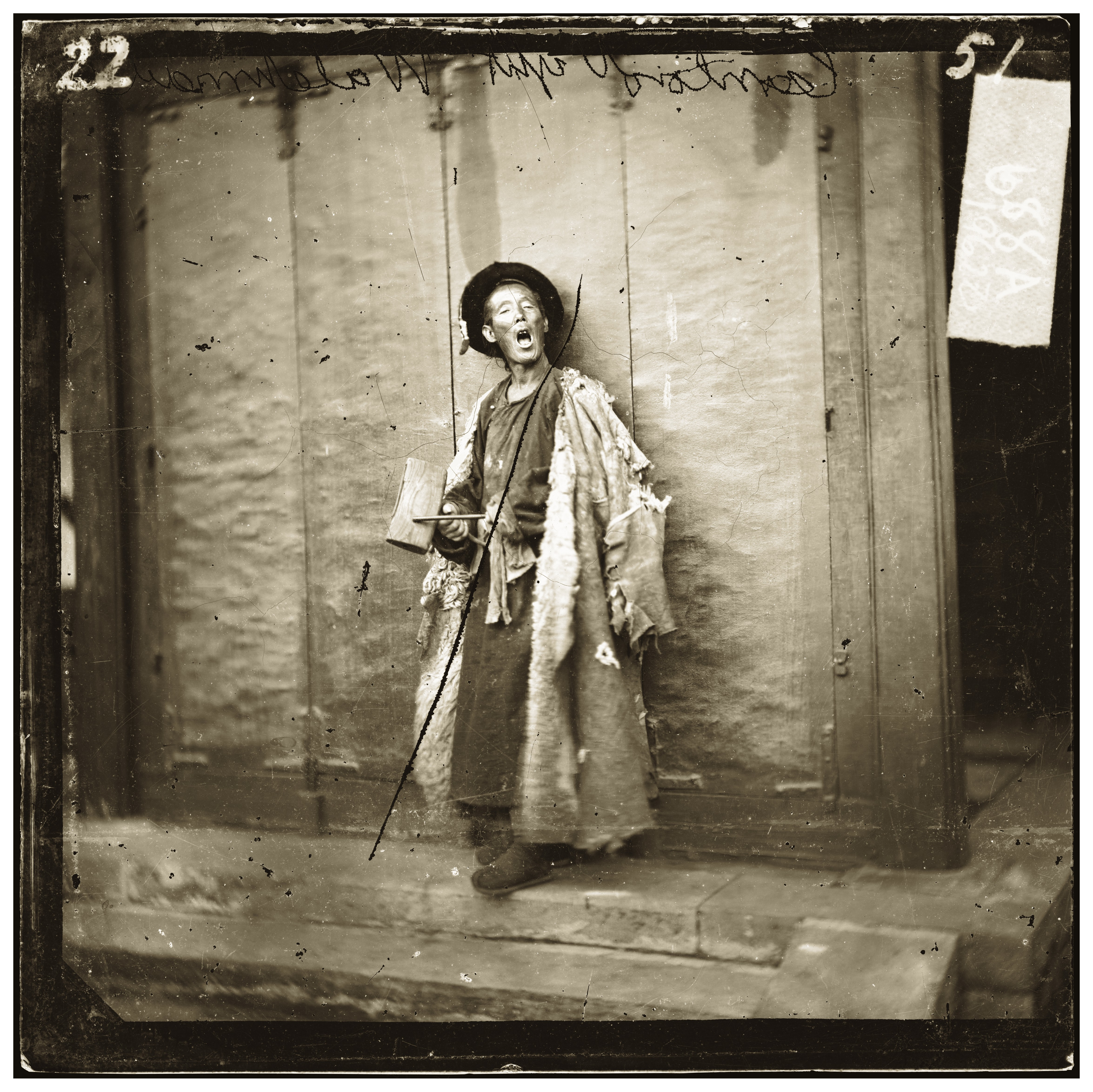
廣州的更夫，約1869年，John Thomson攝。

打更是東亞古代夜間的一種報時制度，兼具提醒居民防火防盜，以及協助救火和捉賊等作用，以此為業的人士稱為更夫（或稱更練和打更匠等），這種行業習俗隨著城市的現代化以及鐘表的普及而逐漸消失，目前中國大陸四川黃龍溪和江西省婺源縣的一些地區依然保留著打更的習俗，而位於澳門的沙梨頭更館博物館是省港澳地區碩果僅存的更館建築。

## 制度由來

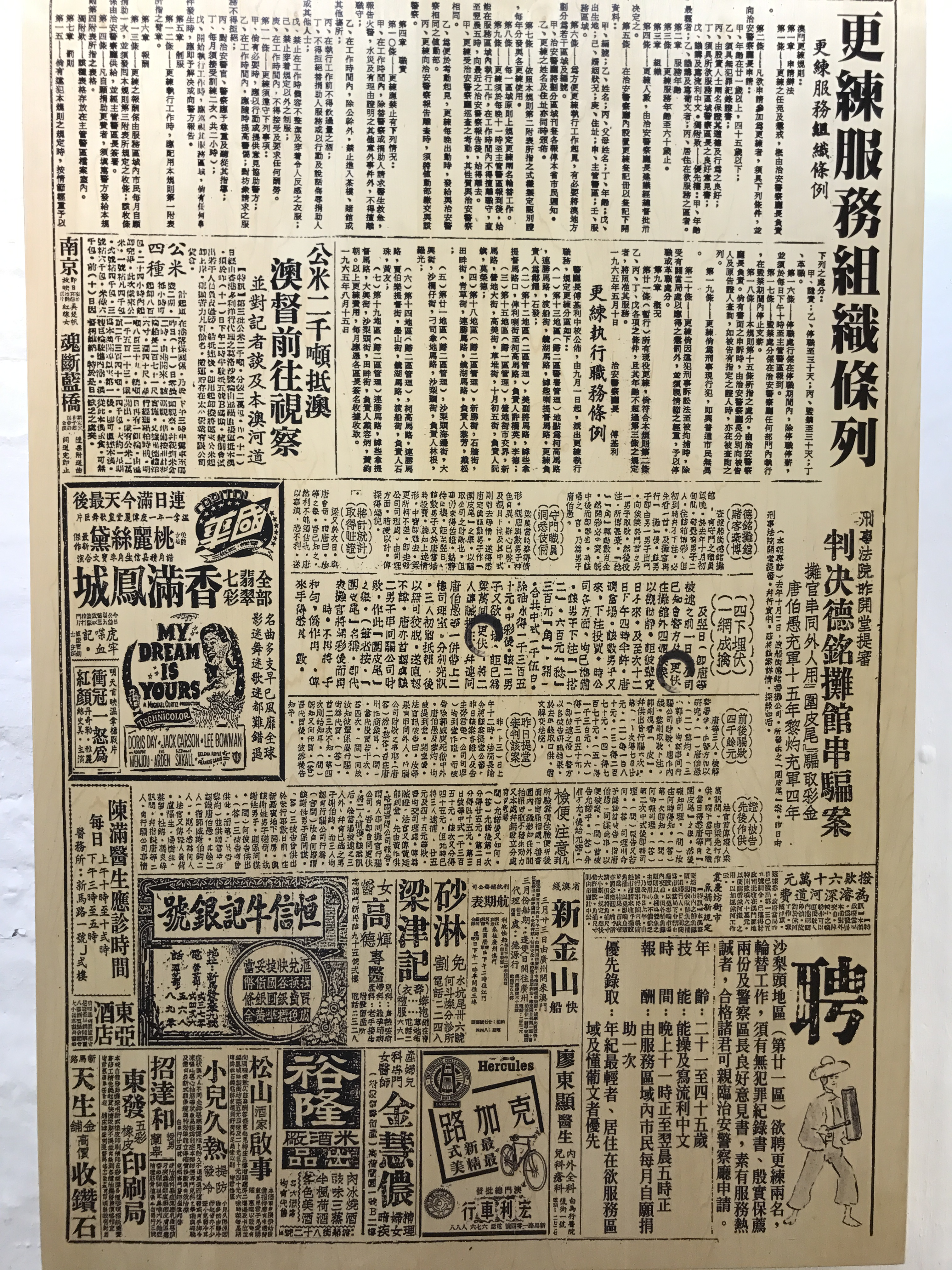
昔日關於更夫的報章內容，可見對更夫的入職要求以及更夫須要遵守的條例。

古時候，由於平民百姓家裡沒有精確的計時儀器，為了在晚上掌握時間，因此出現了打更制度，負責報時的更夫根據官府標準的刻漏時間以擊打更鼓或其他器具的方式宣告時間。

## 職責

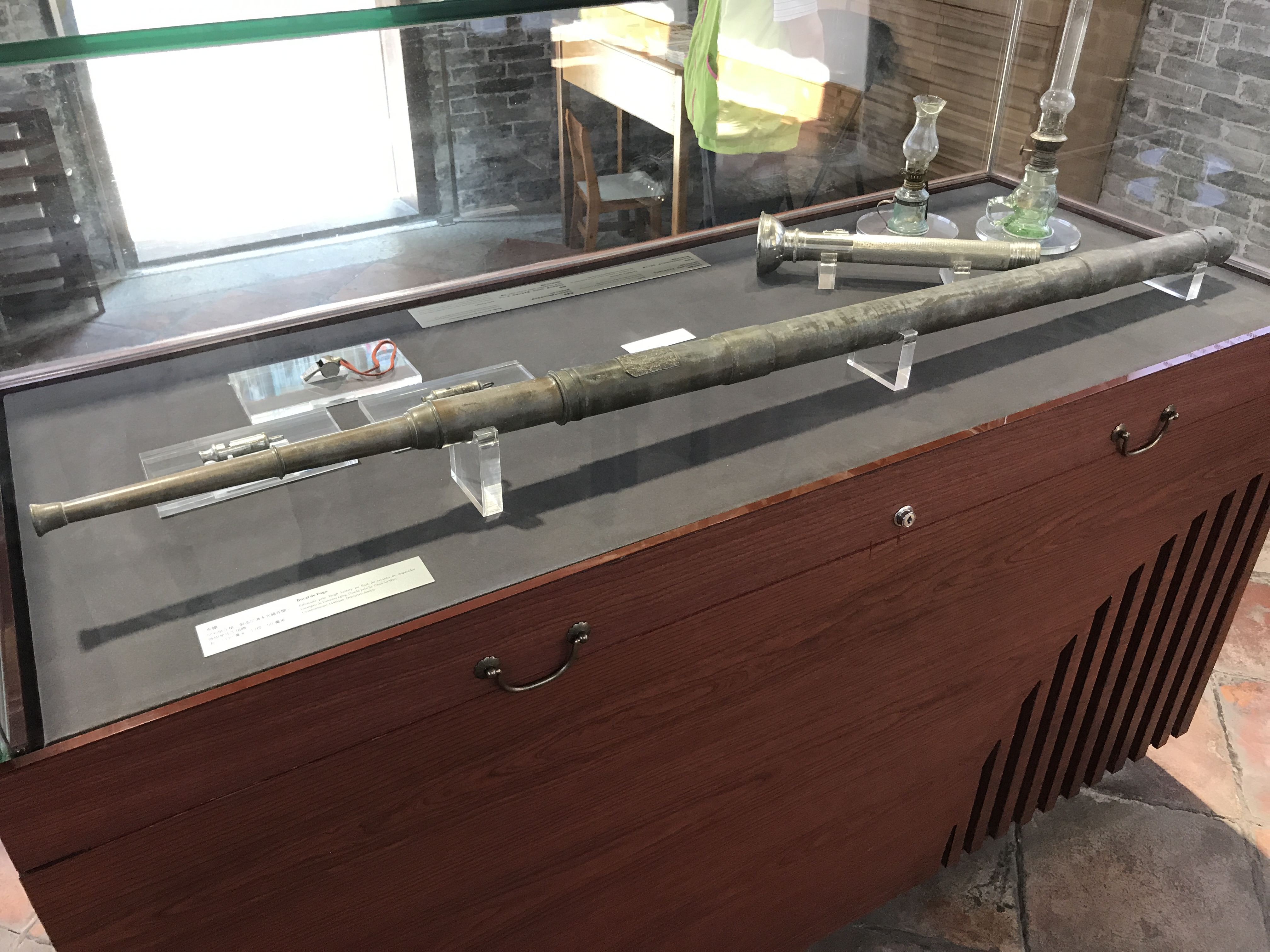
昔日的更夫裝備，圖中可見人工操縱的噴水滅火設備「同利號水槍」。

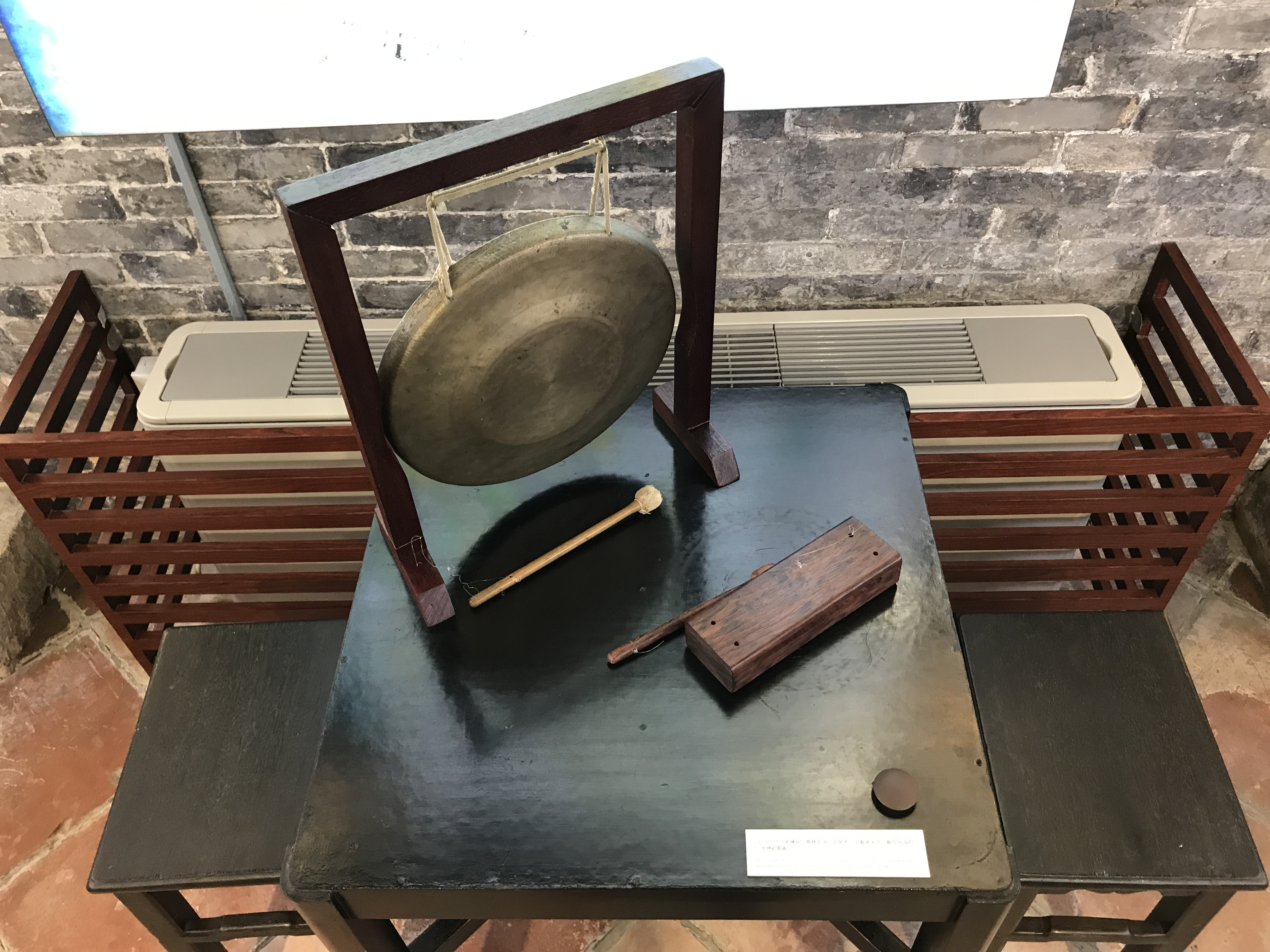
打更工具銅鑼和木梆。

打更的工作可分為日更與夜更，更夫在日間也需要處理一些和居民有關的事務，如巡邏、維持治安、通報等。夜更的工作則須要巡更、通宵熬夜，守着滴漏或燃香用來計算和掌握時間等，更夫在晚上巡更時會在沿途敲打報更工具如用竹筒製成的梆子、鑼梆、木更、銅鑼、木鼓等，走街串巷地報知時間。從晚上七點開始一夜分五更，每隔兩個小時報一次更，直至凌晨三點。除了喊出更次，更夫還會叫警告語，提醒居民防火防盜，注意安全。另外，一些地區的更夫沒有固定工錢，而是由商舖和居民出資僱用。
古時候的夜晚分為五個時段，謂五更，又稱五鼓，成語「三更半夜」便是由此而來。以下為常見的打更時間、警告語和打更聲：
| 打更時間                | 警告語             | 打更聲                                     |
| ----------------------- | ------------------ | ------------------------------------------ |
| 戌時一更（19:00-21:00） | 天干物燥，小心火燭 | 一慢一快，連打三次：咚！——咚！             |
| 亥時二更（21:00-23:00） | 關門關窗，防盜防賊 | 打一下又一下，連打兩次：咚！咚！。咚！咚！ |
| 子時三更（23:00-01:00） | 平安無事           | 一慢兩快：咚！——咚！咚！連打3次            |
| 丑時四更（01:00-03:00） | 天寒地凍           | 一慢三快：咚——咚！咚！咚！連打4次          |
| 寅時五更（03:00-05:00） | 早睡早起，保重身體 | 一慢四快：咚——咚！咚！咚！咚！連打5次      |

## 各地的打更文化

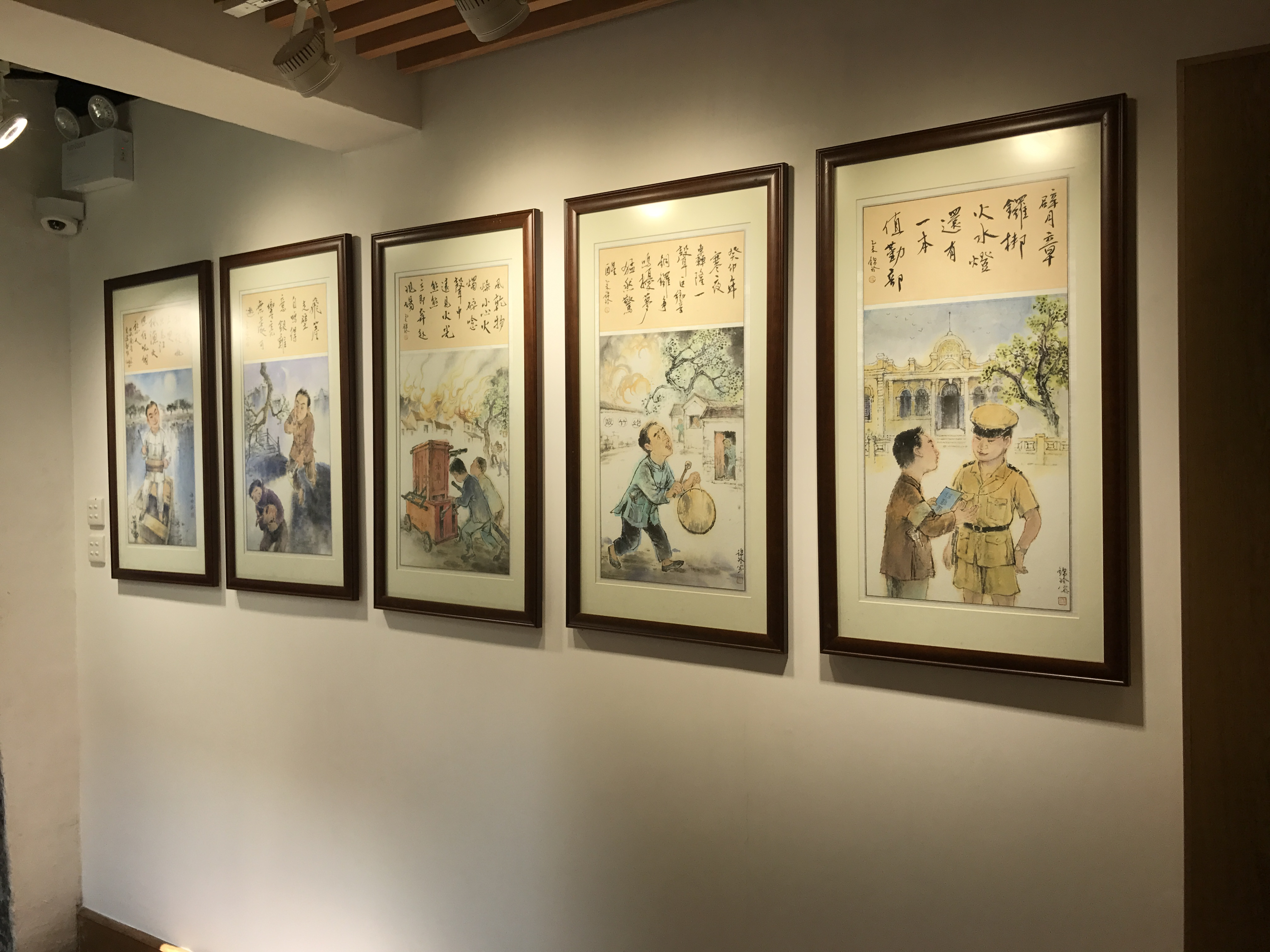
澳門畫家潘錦玲創作的更夫形象圖畫。

### 澳門
由於澳門是沿海城市，當海水漲潮時，更夫便要通知居民，以便他們做好準備以及到安全地方暫避。根據昔日的《更練服務組織條例》，更夫必須是深獲居民信任和富有德望的人，且須要遵守不得擅離職守、不收賄賂、保持儀容整潔、每月須定期巡邏及佩戴由澳門治安警察廳（現為澳門治安警察局）發出的更夫識別證等規定。

### 香港
香港警隊在十九世紀中成立，由於當時警隊人數不足，且主力維持外籍人士居住的地方的治安，當地華商便集資組建更練團，自行維護華人社區的治安，後來港英政府在最多華人居住的地區上環、中環、下環和西環設置「四環更館」，又訓練華人更練。更練團並不屬於警隊，而是由「華民政務司」管理，但亦會執行類似警員的工作如捉賊等，商民用戶則每月支持三元作為保安費和管理費。1950年代開始，警隊的人手增加，「四環更館」結束，1956年，香港政府取消了更練條例，更練一職被保安員和護衛員等新興行業取代。

### 四川
在古時候的四川成都，當地更夫在日間負責鳴鑼傳達官府的通知、當地鄉長和鎮長臨時決定的政務，如交稅、捐納、徵收壯丁款的期限或召集百姓開會的時間地點等，是古成都的一種信息專遞方式。至今在雙流縣黃龍溪等地還保留著在古鎮晚上打更的習俗
。

### 江西
2017年，江西省婺源縣文化部門的一名工作人員表示，他們正在準備給縣裡「最後的打更人」「余加久打更」申報非物質文化遺產。時年76歲的余加久在接受訪問時說他已有30多年的打更歷史，理坑村村民都習慣聽著他的打更聲進入夢鄉，這是他感到驕傲和自豪之處。觀看余加久打更是遊客到當地觀光的原因之一。

### 朝鮮
朝鮮王朝由巡邏軍負責打更。